# Krvavi dijamant (2006.)
Krvavi dijamant (eng. Blood Diamond) je pustolovna drama Edwarda Zwicka iz 2006. s Leonardom DiCapriom, Jennifer Connelly i Djimonom Hounsouom. Naslov se odnosi na krvave dijamante, odnosno dijamante koji dolaze iz zaraćenih afričkih područja i prodaju se tvrtkama za trgovinu dijamantima kako bi se financirali građanski ratovi. Film je bio nominiran za pet Oscara, uključujući za najboljeg glumca (DiCaprio) i najboljeg sporednog glumca (Hounsou).

## Radnja
Smješten u vrijeme Građanskog rata u Sierra Leoneu 1999., film prikazuje zemlju podijeljenu sukobom vladinih snaga i pobunjenika. Prikazuju se mnogi užasi rata, uključujući odsjecanje ruku od strane pobunjenika radi sprječavanja glasovanja na nadolazećim izborima.
Film počinje zarobljavanjem Solomona Vandyja (Djimon Hounsou), ribara iz naroda Mende, od strane pobunjenika Revolucionarnog ujedinjenog fronta (RUF) koji upadaju u malo selo Shenge u Sierra Leoneu. Odvojen od svoje obitelji, Solomon postaje rob koji radi u poljima dijamanata pod zapovjedništvom kapetana Poisona (David Harewood) dok njegova sina Diu unovačuju u pobunjeničku vojsku. Pranje mozga na kraju ga pretvara u hladnokrvnog ubojicu. RUF koristi dijamante za financiranje rata, a često ih mijenjanju direktno za oružje. Radeći u RUF-ovu polju, Solomon pronalazi ogromni dijamant rijetke ljubičaste boje. Nekoliko trenutaka prije napada vladinih snaga, kapetan Poison ugleda Solomona kako skriva dijamant. Poison biva ranjen u napadu prije nego što se dočepao kamena, a i on i Solomon završavaju u zatvoru u Freetownu, glavnom gradu Sierra Leonea.
Danny Archer (Leonardo DiCaprio), angloafrički bivši plaćenik s Rodezije (danas Zimbabve), razmjenjuje oružje za dijamante sa zapovjednikom RUF-a. Završi u zatvoru nakon što je uhvaćen kako krijumčari dijamante u susjednu Liberiju, a dijamanti ostaju zaplijenjeni. Prevozio je dijamante južnoafričkom plaćeniku zvanom Pukovnik Coetzee (Arnold Vosloo), koji s druge strane radi za direktora južnoafričke tvrtke za prodaju dijamanata Van De Kaapa (Marius Weyers) i njegova zamjenika (Michael Sheen). Coetzee je Archerov bivši zapovjednik u 32. bataljunu, najodlikovanijoj jedinici iz Južnoafričkog graničnog rata, sastavljenoj od angolanskih i rodezijskih vojnika i južnoafričkih časnika. Archer je očajan u traženju načina kako će isplatiti pukovnika Coetzeeja za dijamante koji su mu oduzeti kad je uhićen i pritvoren. U isti pritvor u kojem se nalazi i ribar. U zatvoru Archer dočuje kako kapetan Poison viče na Solomona pitajući ga gdje je skrio dijamant i odluči pronaći dragocjeni kamen. Sređuje Solomonovo puštanje na slobodu i ponudi pomoć njemu i njegovoj obitelji u zamjenu za dijamant.
Archer i Solomon upoznaju Maddy Bowen (Jennifer Connelly), američku novinarku koja pomaže Solomonu da pronađe svoju obitelj. Bowen ubrzo saznaje da se Archer služi Solomonom kako bi pronašao svoj dijamant koji će na kraju ukrasti za sebe, kako bi zauvijek napustio Afriku. Bowen kao humanitarka odbije pomoći Archeru dok joj ne kaže o tržištu dijamanata kako bi zaustavila odljev krvavih dijamanata iz Afrike, čime bi se onemogućilo financiranje Građanskog rata i zaustavila masovna revolucija. Archer daje Bowen informacije koje je tražila i dobiva pristup novinarskom konvoju kako bi otputovao u Kono i pronašao dijamant.
Konvoj biva napadnut, a Archer, Solomon i Bowen pobjegnu i probiju se do snaga južnoafričkih plaćenika pod zapovjedništvom pukovnika Coetzeeja. Saznaju da se priprema protunapad na Sierra Leone. Dvojica muškaraca napuštaju kamp pješice dok se Bowen ukrcava na avion koji prevozi strance iz zaraćene zone. Nakon napornog noćnog putovanja, dvojac stiže do rudarskog logora u dolini rijeke, još pod kontrolom RUF-a, gdje je Solomon otkrio i zakopao veliki dijamant. Solomon teškom mukom vraća sina, koji ga odbija priznati zbog ispranog mozga. No, pronalazi ga kapetan Poison koji mu naredi da pronađe dijamant, ali u tom trenutku nastupi veliki zračni napad južnoafričkih plaćenika koji ubija mnoge pobunjenike i robove. U cijelom nastalom kaosu, Solomon nakratko izgubi razum i lopatom ubije kapetana Poisona. Pukovnik Coetzee preko dogovora s Archerom naredi Solomonu da pronađe dijamant. U očajničkom sukobu, Archer ubije Coetzeeja i drugu dvojicu vojnika s njim shvativši da bi ubili i njega i Solomona čim bi ovaj dobio dijamant. No, Dia zaprijeti Archeru i Solomonu pištoljem, ali ga otac uspije uvjeriti da su na istoj strani.
Archer nakon toga shvati kako je ranjen, no zadrži to za sebe. Sredivši unaprijed avion da ga pokupi, radijom se javlja svom pilotu, Nabilu (Jimi Mistry) koji počne zahtijevati da se riješi Solomona i Dije. Grupa počne spori i mučni uspon prema obližnjem grebenu. Archer se sruši, preslab da nastavi uspon. Solomon ga počne nositi, ali Archer mu ubrzo kaže da ga ostavi. Rekne mu da odvede Diju kući, svjestan da umire i predaje mu dijamant. Archer zadrži vojnike koji su krenuli u potjeru za njima dok Solomon i Dia odlaze do aviona. Zatim nazove Bowen, moleći je da pomogne Solomonu, što mu ostaje posljednja želja. Pogleda preko afričkog krajolika i umre u miru.
Uz pomoć Bowenove, Solomon prodaje dijamant Simmonsu za dva milijuna funti i povratak obitelji iz izbjeglištva. Bowen, koja u tajnosti snima dogovor, kasnije objavljuje priču u časopisu otkrivši prodaju dijamanata iz zaraćenih područja. Film završava sa Solomonom koji se nasmiješi vidjevši Archerovu fotografiju koju je snimila Maddy, a sada objavljenu zajedno s kompletnom pričom s njihova putovanja. On zatim odlazi obratiti se konferenciji o krvavim dijamantima u Kimberleyju u Južnoj Africi, opisujući svoja iskustva. Ovo se odnosi na stvarni sastanak koji se odigrao u Kimberlyju 2000. i doveo do sporazuma koji traži određenje porijekla dijamanata kako bi se spriječila prodaja dijamanata iz ratnih zona.

## Kontroverze
Kad je priča filma objavljena u javnosti, južnoafrička tvrtka za posredovanje dijamantima, De Beers, tvrdila je kako je trgovina dijamantima smanjena s 4 na 1 posto ukupnih kupnji prema Procesu iz Kimberlyja. De Beer je demantirao da je tvrtka izvršila pritisak na producente na stave obavijest kako su prikazani događaji izmišljeni i zastarjeli.
New York Post je kasnije izvjestio kako je Warner Bros. obećao 27-ero djece i tinejdžera statista iz filma s amputiranim udovima nabaviti proteze kad se završi snimanje filma. Nekoliko mjeseci nakon završetka produkcije, proteze nisu bile dostavljene, a studio je navodno invalidima rekao da će morati čekati do prosinca 2006. i premijere filma na vrhuncu promoviranja filma. U međuvremenu je privatna dobrotvorna organizacija Eastern Cape djeci nabavila proteze.
Ovi navodi opovrgnuti su člankom u L.A. Weekleyju u kojem se kaže kako Warner Bros. nije obećao proteze, ali su glumci i ostali članovi produkcijske ekipe skupili između 200 i 400 tisuća dolara kako bi osnovali "Blood Diamond Fund". Fondaciju je preuzeo Warner Bros. i "predao na upravljanje međunarodnoj financijskoj tvrtki sa sjedištem u Maputu".
Film je objavljen usred velike medijske pompe o trgovini dijamanata iz zaraćenih područja, uključujući pjesmu repera Kanyea Westa nazvanu "Diamonds from Sierra Leone", dokumentarac VH1-a o stanju u Sierra Leoneu nazvan Bling  Arhivirana inačica izvorne stranice od 10. listopada 2008. (Wayback Machine), i filma Andrewa Niccola Gospodar rata s Nicolasom Cageom.

## Kritike
Krvavi dijamant dočekale su pozitivne recenzije od strane kritičara i gledatelja. Portal o filmskim kritikama Rotten Tomatoes naveo je kako je 128 recenzija od ukupno 204 bilo pozitivno, odnosno njih 63 posto. Richard Roeper dao je filmu sve četiri zvjezdice i predvidio mu nominaciju za Oscar za najbolji film. No, Kyle Smith mu je dao jednu i pol zvjezdicu, iskritiziravši mješavinu akcije i poruka koje "isključuju jedna drugu".

## Glumci
| Glumac            | Uloga               |
| ----------------- | ------------------- |
| Leonardo DiCaprio | Danny Archer        |
| Djimon Hounsou    | Solomon Vandy       |
| Jennifer Connelly | Maddy Bowen         |
| Kagiso Kuypers    | Dia Vandy           |
| Arnold Vosloo     | Pukovnik Coetzee    |
| Antony Coleman    | Cordell Brown       |
| Benu Mabhena      | Jassie Vandy        |
| Anointing Lukola  | N'Yanda Vandy       |
| David Harewood    | Kapetan Poison      |
| Basil Wallace     | Benjamin Kapanay    |
| Jimi Mistry       | Nabil               |
| Michael Sheen     | Rupert Simmons      |
| Marius Weyers     | Rudolf Van De Kaap  |
| Stephen Collins   | Veleposlanik Walker |
| Ntare Mwine       | M'Ed                |

## Soundtrack
Soundtrack album za film skladao je James Newton Howard, a osvojio je BRIT nagradu za klasični album godine.

### Popis pjesama
1. "Blood Diamond Titles"  (1:32)
2. "Crossing the Bridge"  (1:41)
3. "Village Attack"  (1:52)
4. "RUF Kidnaps Dia"  (3:02)
5. "Archer & Solomon Hike"  (1:55)
6. "Maddy & Archer"  (1:56)
7. "Solomon Finds Family"  (2:09)
8. "Fall of Freetown"  (4:45)
9. "Did You Bury It?"  (1:36)
10. "Archer Sells Diamond"  (1:40)
11. "Goodbyes"  (2:40)
12. "Your Son is Gone"  (1:21)
13. "Diamond Mine Bombed"  (4:31)
14. "Solomon's Helping Hand"  (1:11)
15. "G8 Conference"  (2:36)
16. "Solomon & Archer Escape"  (2:12)
17. "I Can Carry You"  (1:30)
18. "Your Mother Loves You"  (2:24)
19. "Thought I'd Never Call?"  (3:56)
20. "London"  (2:38)
21. "Solomon Vandy"  (2:11)
22. "Ankala" - Izvode Sierra Leone's Refugee All Stars  (4:12)
23. "Baai" - Izvode Emmanuel Jal with Abdel Gadir Salim  (4:37)
24. "When Da Dawgs Come Out to Play" (Album Version) - Izvode Bai Burea feat. Masta Kent and Bullet Rhymes  (3:19)

## Nagrade i nominacije
Black Reel Awards
- Najbolji sporedni glumac - Djimon Hounsou (pobjeda)

NAACP Image nagrade:
- Najbolji film
- Najbolji sporedni glumac - Djimon Hounsou (pobjeda)

Nagrade Ceha filmskih glumaca:
- Najbolji glumac - Leonardo DiCaprio (nominacija)
- Najbolji sporedni glumac - Djimon Hounsou (nominacija)

Nagrade Nacionalnog ureda za kritiku:
- Top 10 najboljih filmova godine
- Najbolji sporedni glumac - Djimon Hounsou (pobjeda)

Nagrade Organizacije televizijskih, radijskih i internetskih filmskih kritičara:
- Najbolji glumac
- Najbolji glumac - Leonardo DiCaprio
- Najbolji sporedni glumac - Djimon Hounsou

Oscari
- Nominacija za najboljeg glumca - Leonardo DiCaprio
- Nominacija za najboljeg sporednog glumca - Djimon Hounsou
- Nominacija za najbolje miksanje zvuka
- Nominacija za najbolju montažu zvuka
- Nominacija za najbolju montažu - Steven Rosenblum

Satellite nagrade:
- Najbolji glumac u dramskom filmu - Leonardo DiCaprio (nominacija)

Zlatni globusi:
- Najbolji glumac - drama - Leonardo DiCaprio (nominacija)

## Vanjske poveznice
- Službena stranica
- Krvavi dijamant u internetskoj bazi filmova IMDb-a
- Krvavi dijamant na Rotten Tomatoes
- Krvavi dijamant na Metacriticu  Arhivirana inačica izvorne stranice od 6. rujna 2008. (Wayback Machine)